# كينروس للذهب
كينروس للذهب (بالإنجليزية: Kinross Gold)‏ هي شركة كندية للتنقيب عن الذهب، تمتلك الشركة مناجم ذهب في كل من كندا والولايات المتحدة والبرازيل وروسيا وغانا وتشيلي وموريتانيا بإجمالي إنتاج سنوي يصل إلى 2.7 مليون أونصة من الذهب (2011).